# Aurore (Automarke)

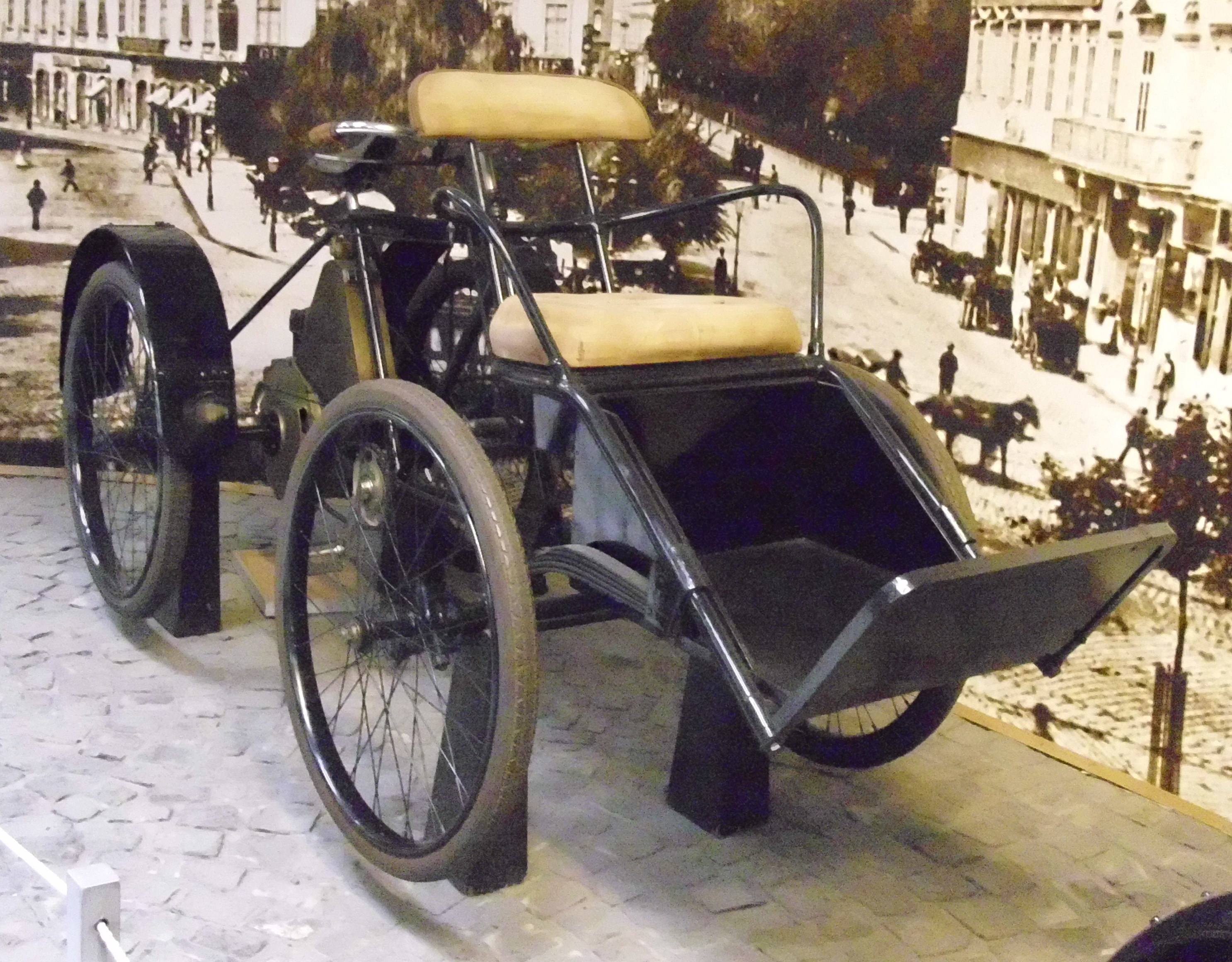
Aurore Quadricycle von 1902

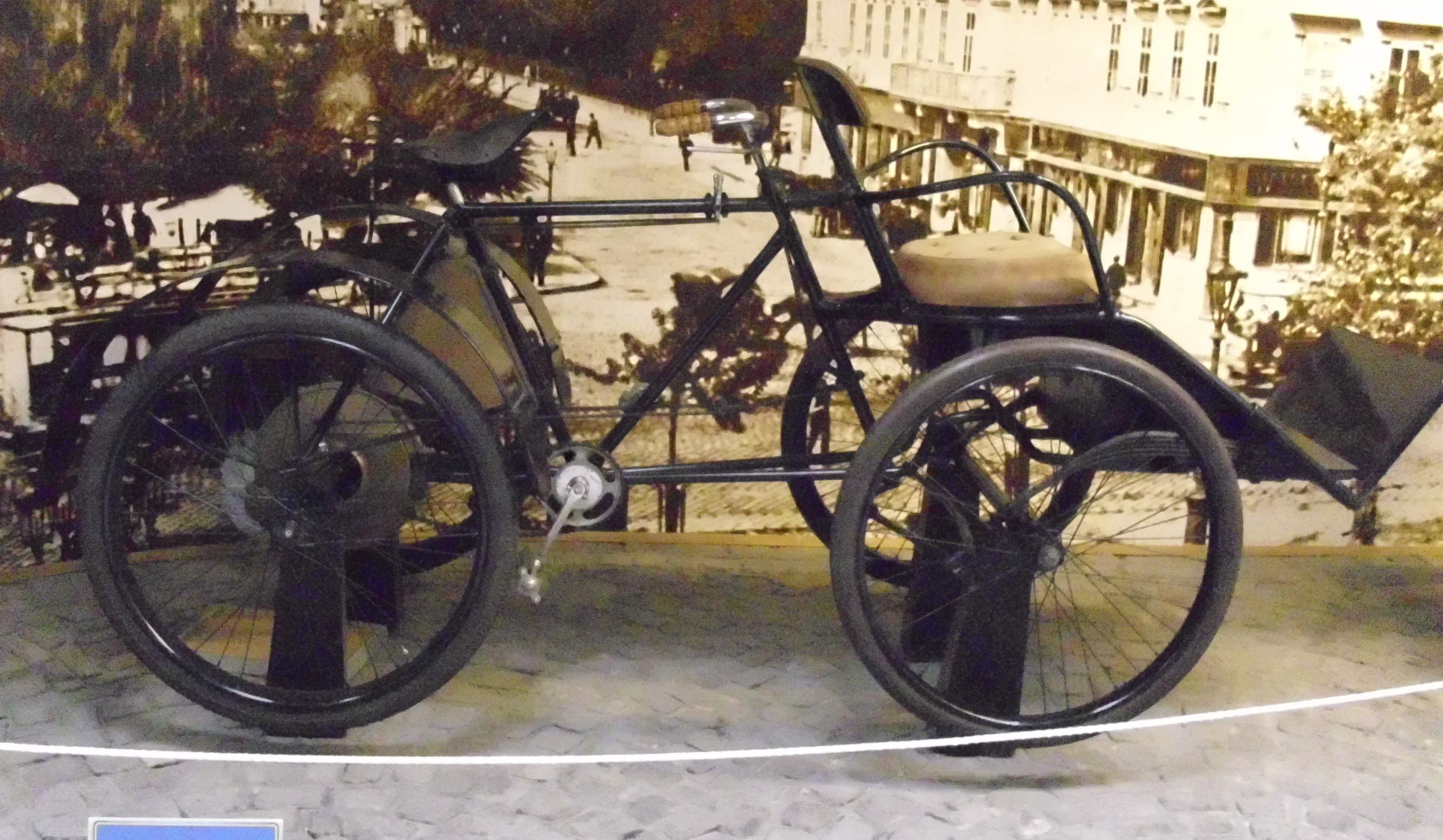
Typisch für Quadricycles: Der Beifahrer war vor dem Fahrer platziert.

Aurore war eine Automarke aus Österreich-Ungarn.

## Unternehmensgeschichte
Das Unternehmen des Radrennfahrers Hora Nándor handelte in Budapest mit Fahrrädern. Zwischen 1898 und 1916 wurden auch Automobile hergestellt.

## Fahrzeuge
Im Auftrag der Budapester Postverwaltung entstanden Kleinwagen für den Paket- und Zustelldienst. Anfangs gab es Dreiräder und vierrädrige Fahrzeuge, die dem Benz Velo oder dem Quadricycle von De Dion-Bouton ähnelten.